# Humelše
Humelše (nemško Gumisch) je naselje v Občini Grabštanj v Okraju Celovec-dežela na Koroškem v Avstriji.